# Toyota Land Cruiser
Toyota Land Cruiser  (яп. トヨタ ランドクルーザー Toyota Rando-kurūzā) — Кроссовер, выпускаемый японской компанией Toyota Motor Corporation с 1951 года. Land Cruiser выпускается дольше всех других автомобилей Toyota.
Производство первого поколения Land Cruiser началось в 1950 году, автомобиль представлял подобие гражданского джипа. Land Cruiser производился как кабриолет, хардтоп, универсал и грузовик (пикап). Надёжность и долговечность автомобиля привела к его огромной популярности, особенно в Австралии, на Ближнем Востоке и в Африке (старые серии) благодаря несущей раме и приводу на все четыре колеса. Toyota тестирует Land Cruiser в австралийской глубинке, считая, что это одно из самых сложных условий эксплуатации, благодаря местному рельефу и температуре. Основными конкурентами считаются автомобили Range Rover, Land Rover Discovery, Jeep Wrangler, Mitsubishi Pajero Sport и Nissan Patrol. В Японии Land Cruiser продаётся только через дилерскую сеть под названием Toyota Store.
На 2014 год Toyota Land Cruiser J200 доступен на всех рынках, за исключением Канады, Северной Кореи и Южной Кореи.

## Хронология
- 1950 — война в Корее создала спрос на лёгкие военные внедорожники. Правительство США объявило тендер на 100 машин. Тойота не участвовала в этом тендере. Во второй половине года Тойота прошла тендерную комиссию на получение контракта по выпуску автомобилей типа Jeep для Национальной Полиции.
- 1951 — начались продажи Toyota BJ
- 1953 — модель Toyota BJ стала называться Land Cruiser. Название «Land Cruiser» придумал технический директор компании Хэндзи Умэхара: "В Англии у нас был ещё один конкурент — Land Rover. Мне нужно было придумать название, не менее звучное, чем у наших конкурентов. Поэтому я решил назвать машину Land Cruiser («Наземный Крейсер»).
- 1955 — начало производства Land Cruiser 20 series
- 1960 — Land Cruiser 40 series заменяет Land Cruiser 20 series.
- 1961—1965 — производство перешагнуло 50 000 рубеж. Самый продаваемый автомобиль в США.
- 1967 — начат выпуск Toyota Land Cruiser 55 series, выпускавшейся параллельно с моделью Land Cruiser 40 series.
- 1980 — Toyota Land Cruiser 55 series заменён моделью Land Cruiser 60 series.
- 1984 — появление  'Toyota Land Cruiser 70 series'.
- 1990 — появление первого поколения Toyota Land Cruiser Prado.
- 1990 — дебютирует Toyota Land Cruiser 80.
- 1996 — начат выпуск первого вседорожника Toyota с полностью независимой передней подвеской — Land Cruiser 90 Prado.
- 1998 — Land Cruiser 100.
- 2000 — 50-я годовщина продаж Land Cruiser. Продано в этом году 191 000 автомобилей. Всего продано 3,72 миллиона автомобилей.
- 2002 — Land Cruiser 120 Prado.
- 2008 — Land Cruiser 200 приходит на смену Land Cruiser 100.
- 2009 — Land Cruiser 150 Prado приходит на смену Land Cruiser 120 Prado.
- 2021 — новое поколение Toyota Land Cruiser 300
- 2023 — новое поколение Toyota Land Cruiser 250, заменившее Land Cruiser Prado 150

## Toyota BJ
При разработке первого поколения внедорожника специалисты концерна Toyota воспользовались концепцией легендарного Willys MB, однако, в основе японской конструкции лежало шасси грузовика Toyota SB (грузоподъёмность — 1000 кг). Впервые в мировой практике полноприводный легковой автомобиль получил не 4-х, а 6-цилиндровый двигатель (На самом деле 6-цилиндровый мотор имел ещё ГАЗ-61). На внедорожник под рабочим названием Toyota Jeep установили рядный двигатель Toyota B образца 1937 года с рабочим объёмом 3386 см³ и мощностью 82 л. с. МКПП являлась трёхступенчатой, а понижающая передача в трансмиссии предусмотрена не была.
В 1953 году Toyota изготовила 298 экземпляров внедорожников BJ, большая часть из которых была отгружена в Национальные силы полицейского резерва и Министерство лесного и сельского хозяйства Японии.
В 1955 году появилось второе поколение внедорожника, базовая модель семейства называлась Toyota Land Cruiser BJ20, но некоторое время продолжался и выпуск базового джипа.

## Land Cruiser 40
Серия Land Cruiser J40 появилась в 1960 году, и изначально в неё входили только автомобили с бензиновыми моторами. Согласно японской автомобильной классификации тех лет, подобные транспортные средства обозначались как тяжёлые, что означало высокие ставки транспортного налога. Но в 1974 году в семействе J40 появился внедорожник, с которого классифицировать транспортные средства такого класса стали по-новому. Инженерам Toyota Motor удалось расточить имевшийся в наличии дизельный двигатель Toyota B до 3 литров, который стали устанавливать на Land Cruiser (модель BJ40).
Обозначение моделей — FJ4x (бензиновые двигатели F, 2F), BJ4x (дизельные двигатели).
В результате получился автомобиль, который стал пользоваться хорошим спросом не только среди организаций, но и среди частных лиц. По сути, Toyota Land Cruiser BJ40 и стал отправной точкой в популяризации силовых агрегатов такого типа на легковых автомобилях и внедорожниках.

Toyota Land Cruiser BJ40
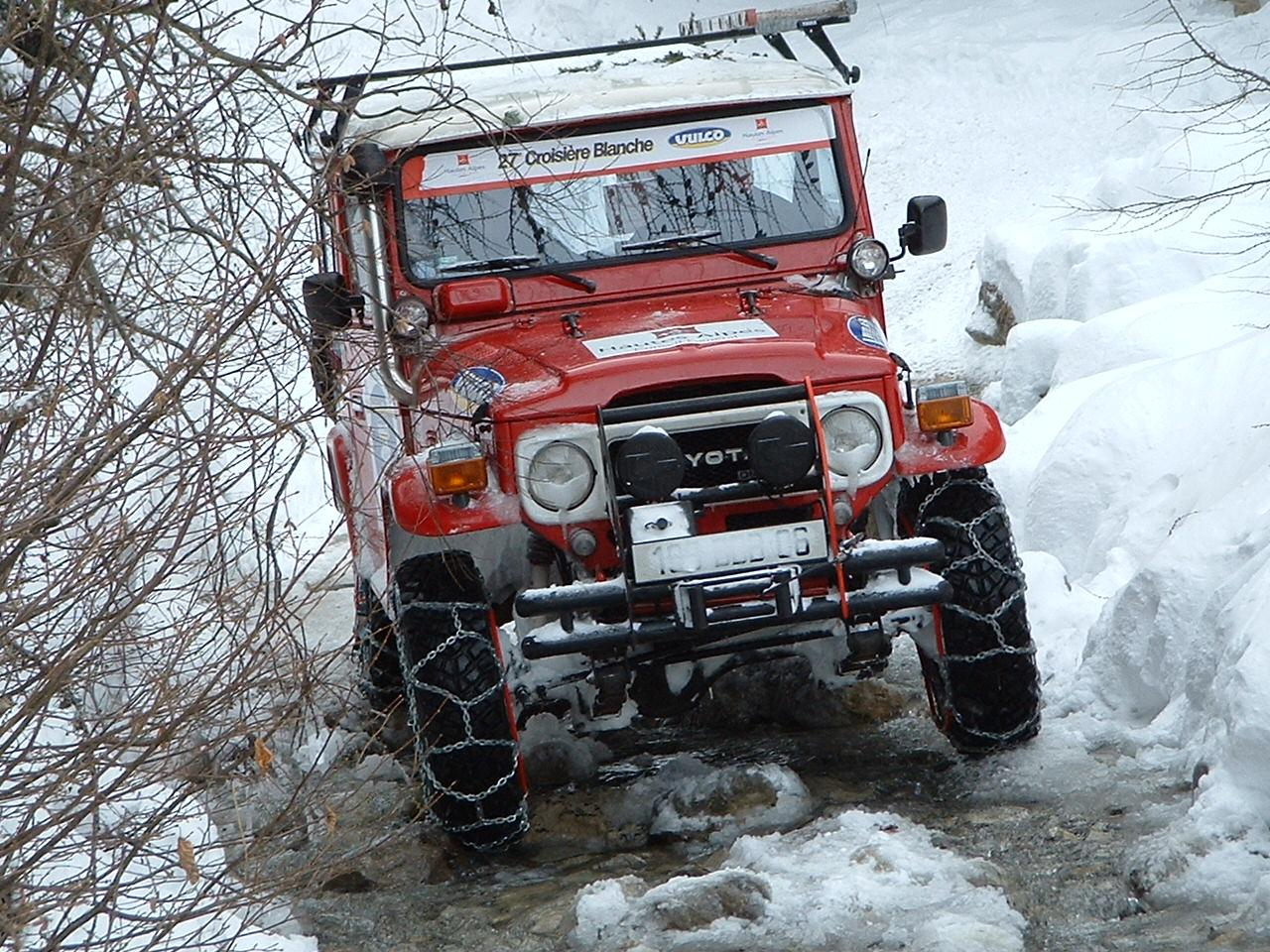
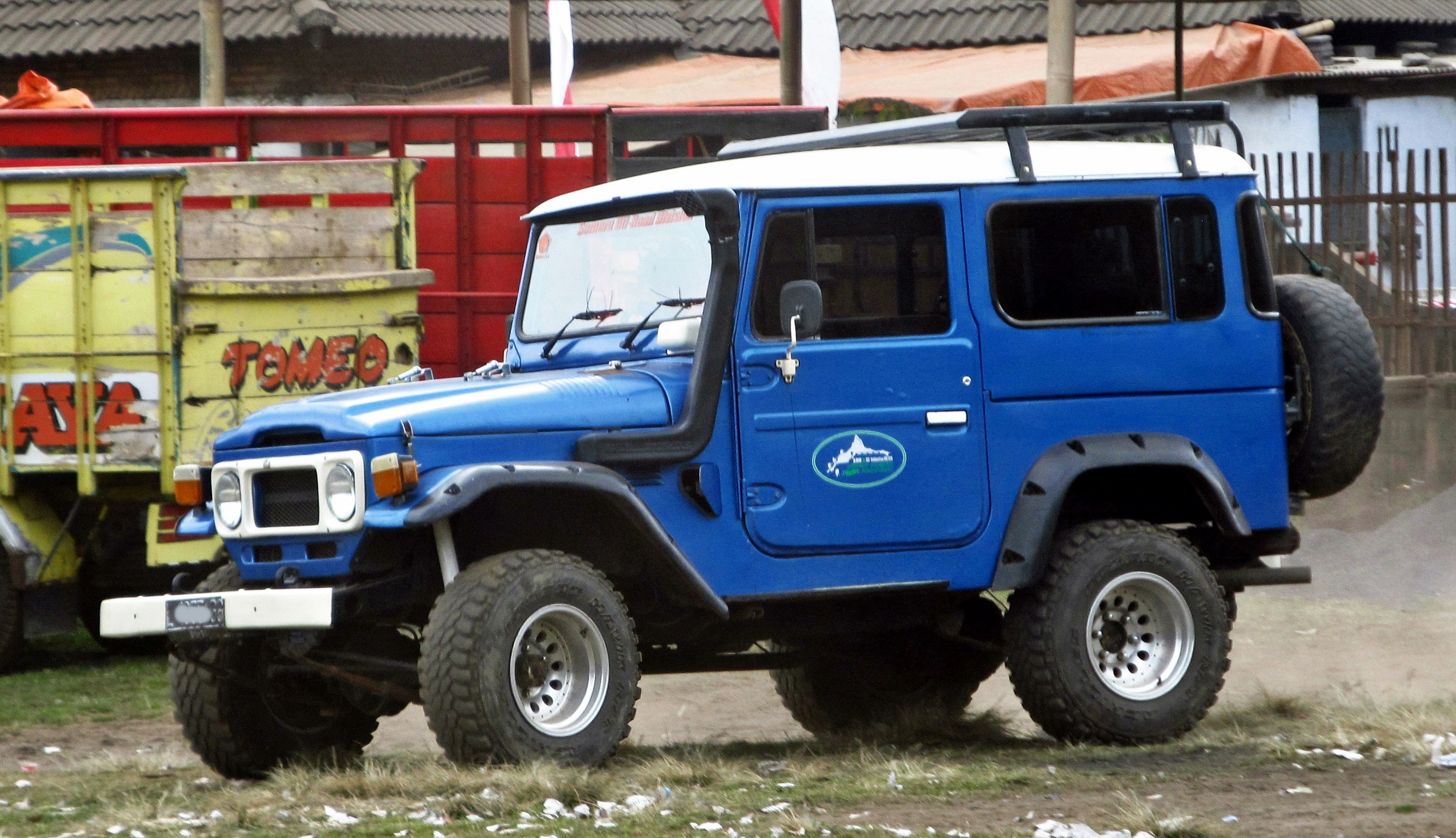

## Land Cruiser 70

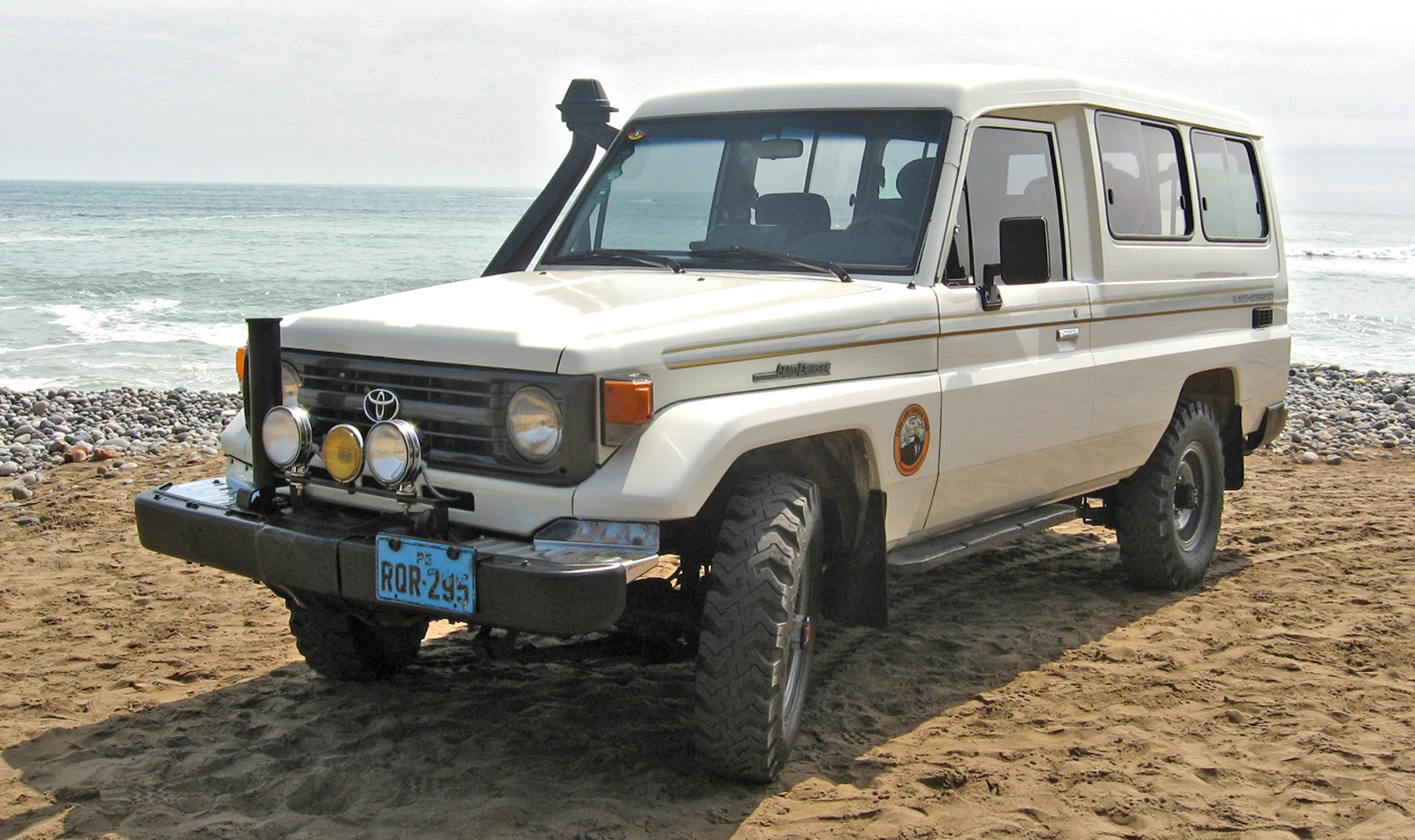
Toyota Land Cruiser 70

Toyota Land Cruiser 70 серий начал выпускаться с 1984 года. Подвеска Toyota Land Cruiser 70 в начале выпуска представляла собой классическую конструкцию: полностью зависимая, спереди и сзади — неразрезные мосты на рессорах. Однако с 1984 года автомобили этой серии стали оснащаться пружинной подвеской спереди и сзади — две модели: RJ70 (бензин) и LJ70 (дизель) и их производные (LJ73, LJ76, LJ78, RJ73, RJ76, RJ78). Полный привод построен по схеме PartTime — жёстко подключаемый привод на передние колёса, без межосевого дифференциала, с муфтами свободного хода (автоматическими или ручными) в передних ступицах и понижающей передачей. Передний и задний мост отдельных модификаций может быть оснащён межколёсным дифференциалом типа DiffLock или фрикционным (LSD) на задней оси. Коробка передач ручная либо автоматическая в зависимости от модификации. Автомобили для внутреннего рынка оснащались дизельными и бензиновыми двигателями объёмом от 2,2 литра до 3,4 литра. Базовыми служили атмосферные дизельные моторы L объёмом 2,2 литра, бензиновые R объёмом 2,2 литра и атмосферный дизель 3B мощностью 98 л. с., доставшийся от 40-й серии. Турбированный 13B-T обладает мощностью 136 л. с. и ставился на ограниченное количество модификаций. С 1986 года на Land Cruiser начали ставить моторы 2L (2,4 л); С 1987 года 2L-T (2,4 л турбо); с 1990 года турбодизели 1KZ-T и атмосферные дизели 3L (2,8 л), 5L (3 л), 1PZ (3,4 л). С 1997 года устанавливали в том числе атмосферный дизель 1HZ (4,2 л). С 1984 года по 1997 также устанавливали модификации бензинового двигателя R — c 1986 по 1990 22R (2,4 л) и с 1990 по 1997 22R-E (2,4 л инжектор). Для внутреннего рынка Японии выпуск прекращён в 2004 году. Выпускается по настоящее время в обновлённой версии с 2007 года с несколькими вариантами двигателей: 1HZ, 1GR, 1VD. Частично машины штатно оснащены лебёдкой, блокировками дифференциалов и шноркелем. С 2014 года возобновлено производство машин для внутреннего рынка Японии с 4,0 литровым бензиновым мотором и автоматической коробкой передач. Для рынка Австралии машины комплектуются 4,5 литровым турбодизелем.

## Land Cruiser 80

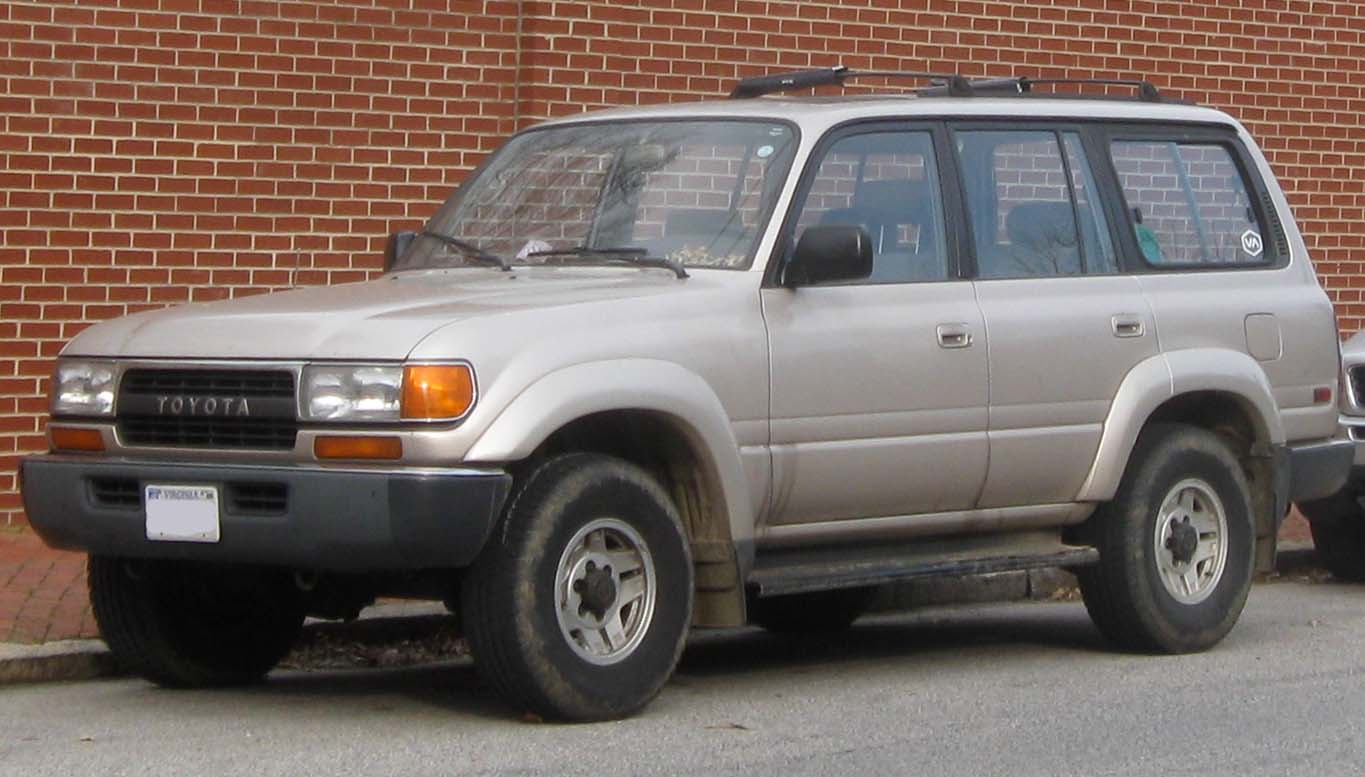
Toyota Land Cruiser 80 (Дорестайлинг)

Toyota Land Cruiser 80 (1990—1997) дебютировал в октябре 1989 года.
Моторы представлены рядными шестицилиндровыми агрегатами: бензиновым, дизельным и турбодизелем. Бензиновые двигатели были как карбюраторные 3F-E 4.0 л до 1992 года (155 л. с.), 1FZ-F (197 л. с.), так и инжекторные 1FZ-FE 4.5 л (205—215 л. с.). Безнаддувный атмосферный дизель 1HZ объёмом 4.2 л (некоторые люди, эксплуатирующие этот двигатель, считают его ресурс безграничным) представлен в нескольких модификациях мощностью от 120 л. с. до 136 л. с. Его версия с наличием турбонаддува называется 1HD-T 4.2 л (165 л. с.), а в 24-клапанном исполнении — 1HD-FT (170 л. с.). В марте 1998 года производство Toyota Land Cruiser 80 было прекращено, но последние машины всё равно в ПТС имели запись 1997 г.в.

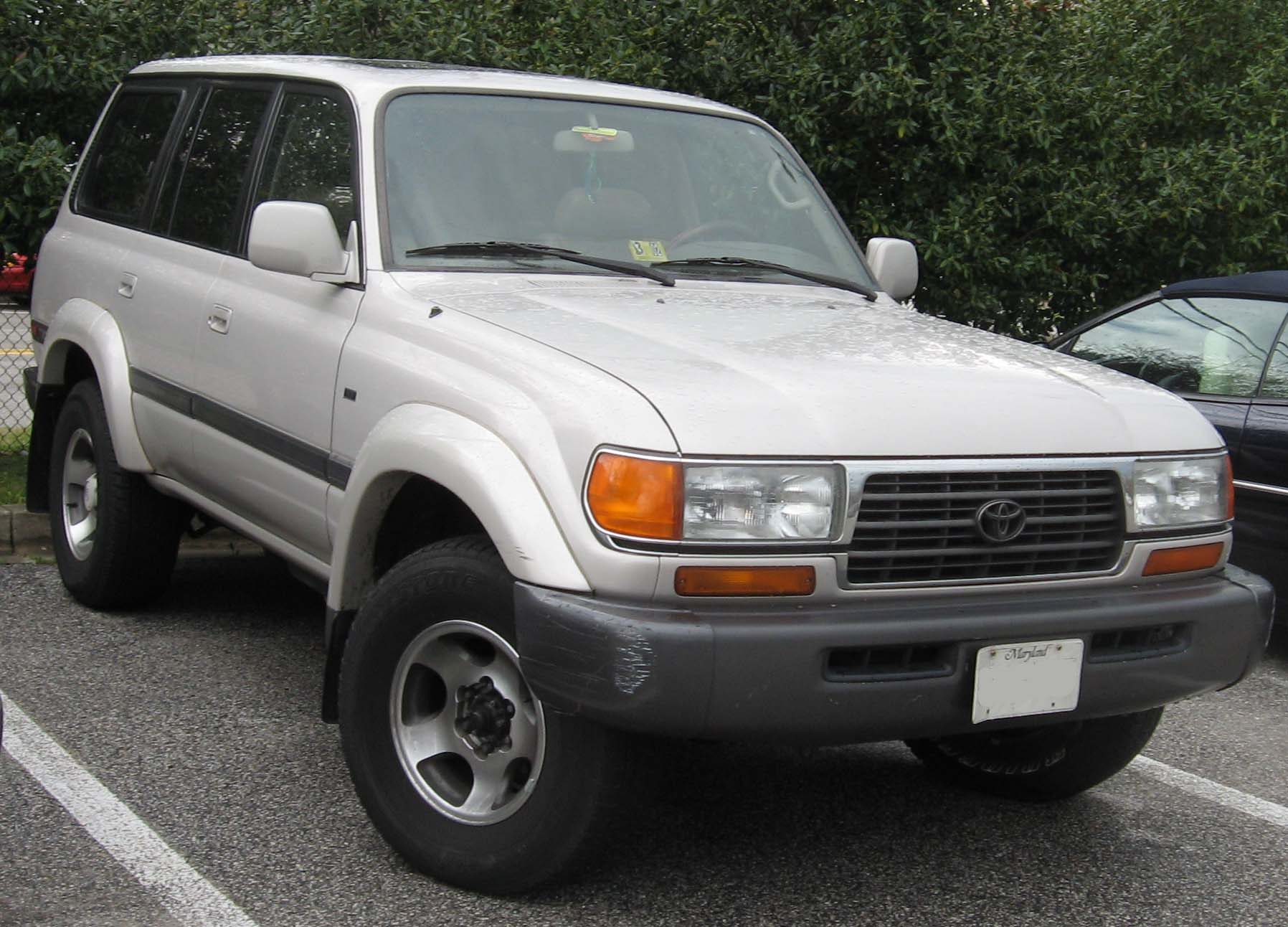
Toyota Land Cruiser 80 (Рестайлинг)

В январе 1995 года модель претерпела рестайлинг: фирменная надпись на решётке радиатора сменилась значком, также изменения были произведены в панели внедорожника.

## Land Cruiser 100 \ 105
Land Cruiser 100 \ 105 (1997—2008) Внедорожник, относящийся к классу Station Wagon по внутренней классификации автопроизводителя, был представлен в 1997 году на международном токийском автосалоне, после чего началось его производство, а продажи стартовали в начале 1998 года. Land Cruiser 100 технически представлял собой классический рамный внедорожник с традиционным расположением агрегатов и независимой торсионной передней подвеской (только в комплектации GX и STD (Land Cruiser 105) устанавливалась зависимая передняя подвеска (мост и пружины).

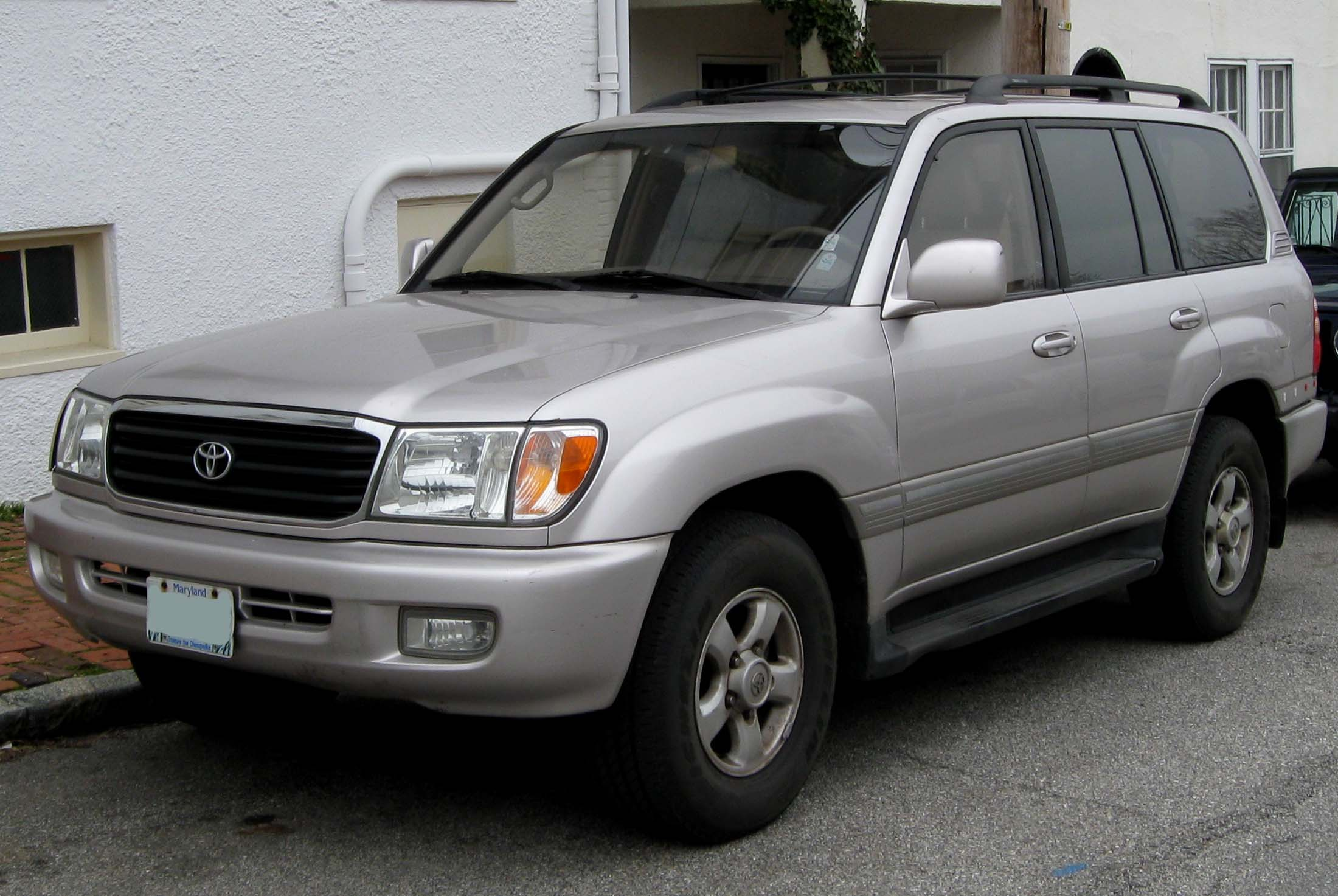
Toyota Land Cruiser 100

Toyota Land Cruiser 100 оснащался бензиновым V-образным 8-цилиндровым двигателем 2UZ-FE объёмом 4,7 литра и двумя дизельными двигателями (4,2-литровый блок цилиндров, существовал в двух модификации с турбонаддувом 1HD-T и более мощный 1HD-FTE). 1HD-T практически невозможно встретить вне рынка арабских стран. Land Cruiser 105 оснащался ещё и дизельным 12-клапанным мотором 1HZ без турбины. Предлагаемые для Land Cruiser 100 коробки передач — 4-ступенчатая автоматическая (c 2002.08 устанавливалась 5-ступенчатая АКПП) и 5-ступенчатая механическая.
Для арабских стран предлагалась версия с 4,5-литровым (FZJ100) бензиновым двигателем 1FZ-FE, который в немного изменённом виде достался от Land Cruiser 80. Также двигатель 4,5 ставился и на Land Cruiser 105. Для рынка США поставлялись автомобили только с бензиновыми двигателями 2UZ-FE.
В 2003 году внедорожник претерпел рестайлинг: изменилась решётка радиатора (решётка стала шире и контактирует непосредственно с бампером, тогда как раньше между ними была полоса металла), бампер, отделка салона. Изменилось крепление рулевой рейки, на рулевых тягах и наконечниках изменилась резьба. Появилась 5 ступенчатая АКПП.
В 2005 году внедорожник претерпел второй рестайлинг: изменилась оптика (поворотник сделали монолитным с фарой, лампы ближнего-дальнего света внутри фары разместили горизонтально, а не друг над другом), решётка, задние стоп-сигналы, отделка салона. Для рынка США в 2005 году автомобиль получил двигатель 2UZ-FE с системой VVT-i.
История же Toyota Land Cruiser 100 Пикап начинается с более ранней модели — Land Cruiser 80. В 1990-х годах Toyota предприняла попытку создать на базе этой модели пикап, однако эта серия не получила широкого распространения и была признана менее успешной. Всего было выпущено 5500 единиц. Несмотря на это, компания не отказалась от идеи создать эксклюзивный пикап на базе Land Cruiser.

### Land Cruiser Cygnus
В декабре 1998 года на внутреннем японском рынке в продаже появился Land Cruiser Cygnus — представительский внедорожник, представляющий собой модернизированный с учётом пожеланий покупателей престижных автомобилей Land Cruiser 100. От базового автомобиля версия Cygnus отличается иным оформлением передней части кузова (например, четырёхсекционной головной оптикой) и отделкой интерьера такими материалами как натуральная кожа и ореховое дерево, в штатную комплектацию Land Cruiser Cygnus входят, например, камера заднего вида и DVD-чейнджер.
Единственный доступный для автомобиля двигатель — 4,7-литровый 2UZ-FE мощностью 235 л. с., работающий в паре с автоматической коробкой переключения передач. В базовую комплектацию Toyota Land Cruiser Cygnus входит система автоматической регулировки гидроподвески TEMS (уровень жёсткости и высота дорожного просвета меняются либо автоматически в зависимости от режима движения, либо устанавливаются по требованию водителя). Максимальная высота клиренса внедорожника составляет 270 мм (на бездорожье), в обычном режиме — 220 мм.
В 2002 году внедорожник претерпел рестайлинг, замену автоматической коробки передач с четырёхступенчатой на пятиступенчатую. На российский рынок Toyota Land Cruiser Cygnus поставлялась как Lexus LX470.

### Land Cruiser 100 Пикап
{{Несколько изображений|подпись=Land Cruiser 100 pickup — 2- и 4-дверная версии|изобр1=Unnamed (92)-tlc22.jpg|изобр2=
История пикапов на базе Toyota Land Cruiser начинается ещё с Land Cruiser 80, на базе которого В 1990-х годах Toyota предприняла попытку создать пикап, однако та серия не получила широкого распространения и была признана менее успешной. Всего было выпущено 5500 единиц. Несмотря на это, компания не отказалась от идеи создать эксклюзивный пикап на базе Land Cruiser.
В 1997 году вышел Toyota Land Cruiser 100 Пикап — результат многолетней работы инженеров и дизайнеров Toyota. Модель отличалась высокой степенью кастомизации и предлагалась в ограниченным тиражом в 20 000 экземпляров. Было 17 вариантов модельной базы: клиентам предоставлялся широкий выбор модификаций, от двухдверных спартанских версий до роскошных четырёхдверных с богатой комплектацией. Каждый пикап собирался практически вручную, что подчеркивало его эксклюзивность.
Технические характеристики:
Полноприводный рамный Land Cruiser 100 Пикап оснащался, в зависимости от модификации, бензиновым V8 объемом 4.7 литра или дизельным V8 объемом 4.2 литра. Модель комплектовалась как механической, так и автоматической коробкой передач. 

## Land Cruiser 200
В 2002 году при принятии плана развития на 5 лет началась разработка преемника 100-й серии. К 2004 году был разработан дизайн. Прототип в период с 2004 по 2007 годы проходил испытания, и в производство был введён в конце 2007 года. Автомобиль получил новые двигатели — улучшенный 2UZ-FE с системой VVT-i (ранее двигатель в такой модификации имел поздний Land Cruiser 100 для рынка США), новый V-образный восьмицилиндровый дизель 1VD-FTV. В Россию на старте продаж поставлялись авто именно с этими двумя двигателями. Для других рынков авто комплектовалось ещё 4,0-литровым двигателем 1GR-FE и 5,7-литровым двигателем 3UR-FE в зависимости от рынка. С 2012 года после первого рестайлинга 2UZ-FE более не устанавливался на авто и был заменён на новый 4,6-литровый двигатель 1UR-FE в том числе и в России. Автомобили поставляются с несколькими вариантами АКПП на 5 ступеней (A750F) для двигателей 2UZ-FE и 1GR-FE, 6 ступеней (AB60F) для двигателей 1UR-FE, 1VD-FTV, 3UR-FE и 8 ступеней (AE80F) для двигателей 3UR-FE (с 2015) и с одним вариантом 5-ступенчатой МКПП (H150) только для двигателей 1VD-FTV и 1GR-FE.
Для рынка США автомобиль оснащается только бензиновым 5,7-литровым двигателем 3UR-FE как на Lexus LX570 с 6-ступенчатым автоматом, с августа 2015 года на этот же двигатель устанавливается 8-ступенчатый автомат.
В 2012 году автомобиль претерпел первый рестайлинг. 2UZ-FE уступил место новому мотору 1UR-FE. Немного изменилась форма передних фар. Прямоугольные противотуманные фары заменены на квадратные с другой лампой. На большинстве рынков появился боковой молдинг на двери с хромовой вставкой. На некоторых комплектациях появился подогрев руля и лобовое стекло полностью с подогревом. Салон был обновлён. Появились поворотники в наружных зеркалах заднего вида, соответственно были убраны поворотники в крыльях на тех рынках, где они присутствовали.
В 2015 году автомобиль претерпел второй рестайлинг. Передние фары и противотуманные фонари стали полностью светодиодными. Изменилась решётка радиатора и бампер. Появился новый 8 ступенчатый автомат AE80F для версий с 5,7-литровым двигателем 3UR-FE (не для рынка Казахстана).
| Модификация   | Цена           | Топливо | Привод | Мощность  | Разгон до 100 км/ч | Расход топлива (Городской/Загородный/Смешанный) |
| ------------- | -------------- | ------- | ------ | --------- | ------------------ | ----------------------------------------------- |
| 4.5 TD AT     |                | дизель  | полный | 235 л. с. | 8.9 с              | 18/12/15 л/100 км                               |
| Люкс (5 мест) | от 3 252 000 Р |         |        |           |                    |                                                 |
| Люкс (7 мест) | от 3 382 000 Р |         |        |           |                    |                                                 |
| 4.6 AT        |                | бензин  | полный | 309 л. с. | 8.6 с              | 25/15/18 л/100 км                               |
| Люкс (5 мест) | от 3 276 000 Р |         |        |           |                    |                                                 |
| Люкс (7 мест) | от 3 406 000 Р |         |        |           |                    |                                                 |

## Land Cruiser 300
9 июня 2021 года Toyota представила внедорожник нового поколения Land Cruiser 300. Оснащается одним из двух V-образных 6-цилиндровых двигателей: дизельным мощностью 220 кВт с крутящим моментом 700 Н·м при 1600—2600 оборотах в минуту, или бензиновым мощностью 309 кВт с крутящим моментом 650 Н·м при 2000—3600 оборотах в минуту.

### Награды
Получил всероссийскую премию «Лучший автомобиль 2022 года в классе тяжёлые внедорожники».

## Land Cruiser 1958
1 августа 2023 года компания Toyota представила новое поколение внедорожника — Land Cruiser 1958. Это автомобиль, должный сохранить лучшие черты классических моделей Land Cruiser (вроде 40 Series), а также вписаться в наследие марки, предлагая современные технические решения.
Важной характеристикой нового Land Cruiser 1958 стал выбранный двигатель. Под капотом был установлен 2.4-литровый 4-цилиндровый бензиновый двигатель с гибридной системой i-FORCE MAX. Мощность в 326 лошадиных сил и крутящий момент в 630 Н·м при 1600—2600 оборотах в минуту, оптимизирован для разнообразных условий эксплуатации, будь то бездорожье или город.
Однако не только технические характеристики выделяют Land Cruiser 1958 из общей линейки; дизайнерская команда Toyota внесла серьезные изменения в его внешний вид. Новый внедорожник должен напоминать оригинальный Land Cruiser 1958 года, что должно поддерживать атмосферу ностальгии при одновременном соблюдении современных тенденций.
Как заявил Дэйв Крист, вице-президент корпорации Toyota: «Land Cruiser 1958 возвращается к своим корням, готовый браться за новые горизонты и создавать незабвенные воспоминания на протяжении поколений. Как это было с момента его создания, Land Cruiser готов стать надежным спутником для тех, кто ищет азарт исследований, уединение природы и радость от поиска неизведанного».

## Модельный ряд
- Toyota Land Cruiser 100 J6
- Toyota Land Cruiser 100 J7
- Toyota Land Cruiser 100 J9
- Toyota Land Cruiser 100 J8
- Toyota Land Cruiser 100 J10
- Toyota Land Cruiser 105
- Toyota Land Cruiser Prado 120
- Toyota Land Cruiser Prado 150
- Toyota Land Cruiser 200
- Toyota Land Cruiser 300
- Toyota Land Cruiser 40
- Toyota Land Cruiser 70 (HZJ70)
- Toyota Land Cruiser 71 (HZJ71)
- Toyota Land Cruiser 71 (LJ71G)
- Toyota Land Cruiser 76 (HZJ76)
- Toyota Land Cruiser 79 (HZJ79)
- Toyota Land Cruiser 78 (HZJ78)
- Toyota Land Cruiser 80
- Toyota Land Cruiser 90 Prado
- Toyota Land Cruiser Hardtop
- Toyota Land Cruiser 1958

## Галерея
Heavy Duty

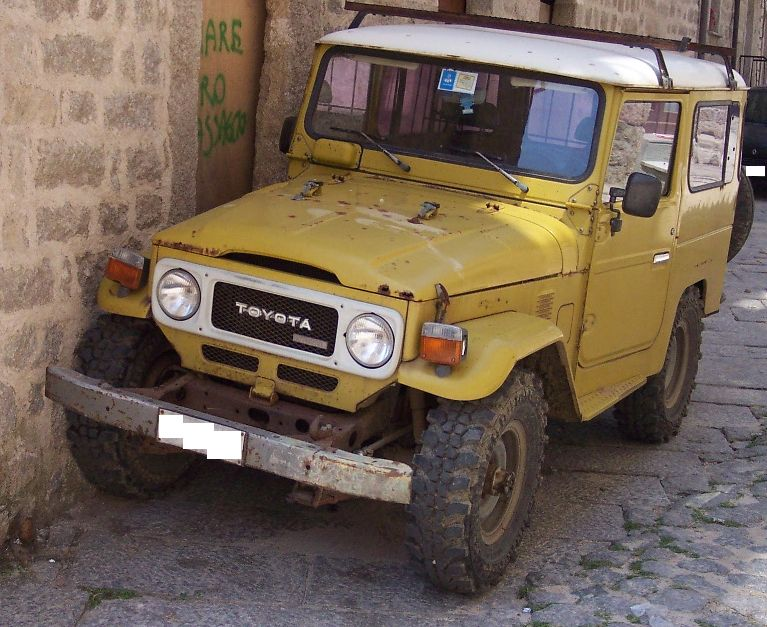
Series 40
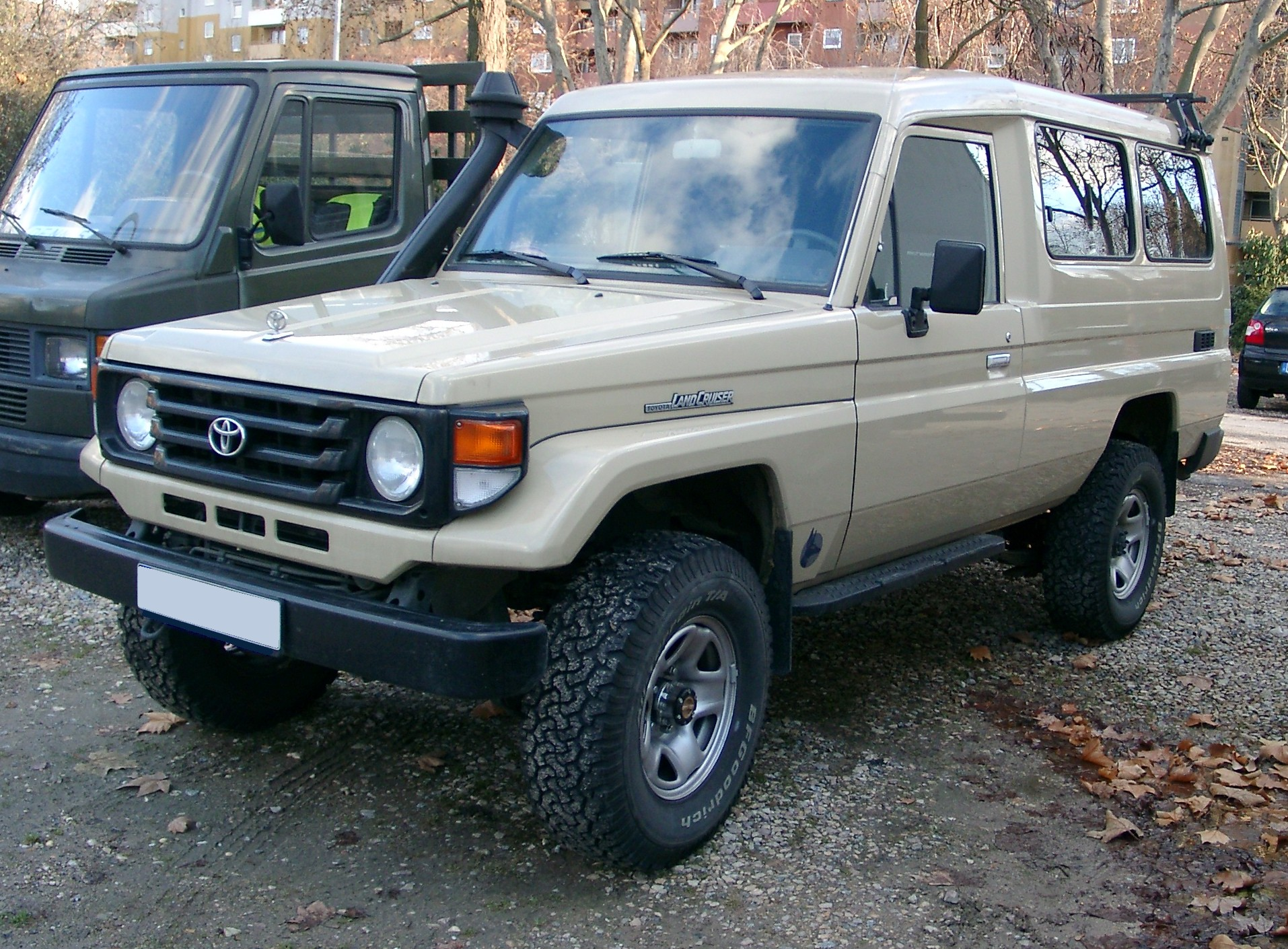
Series 70 Heavy

Station Wagon

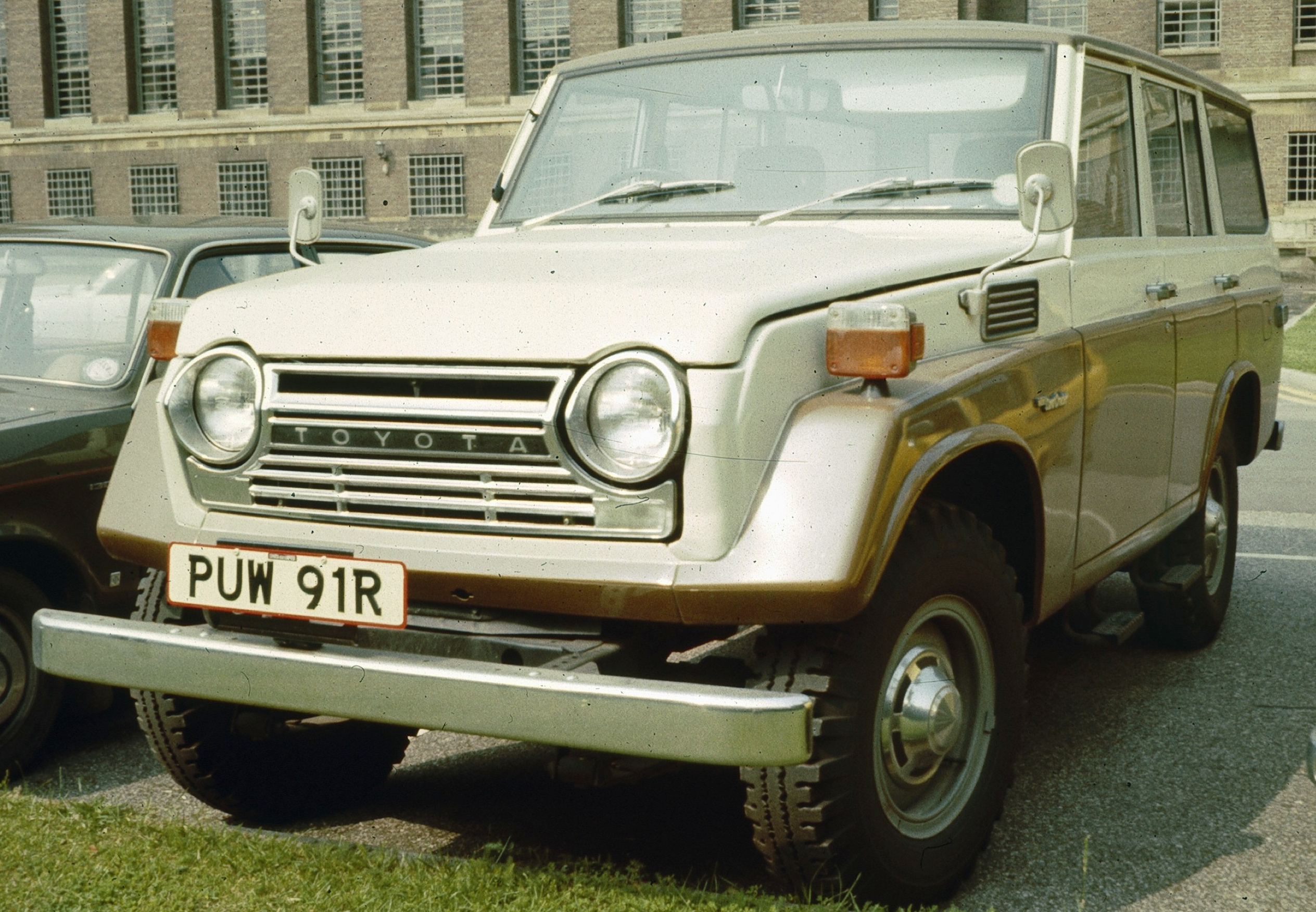
Tipo 55
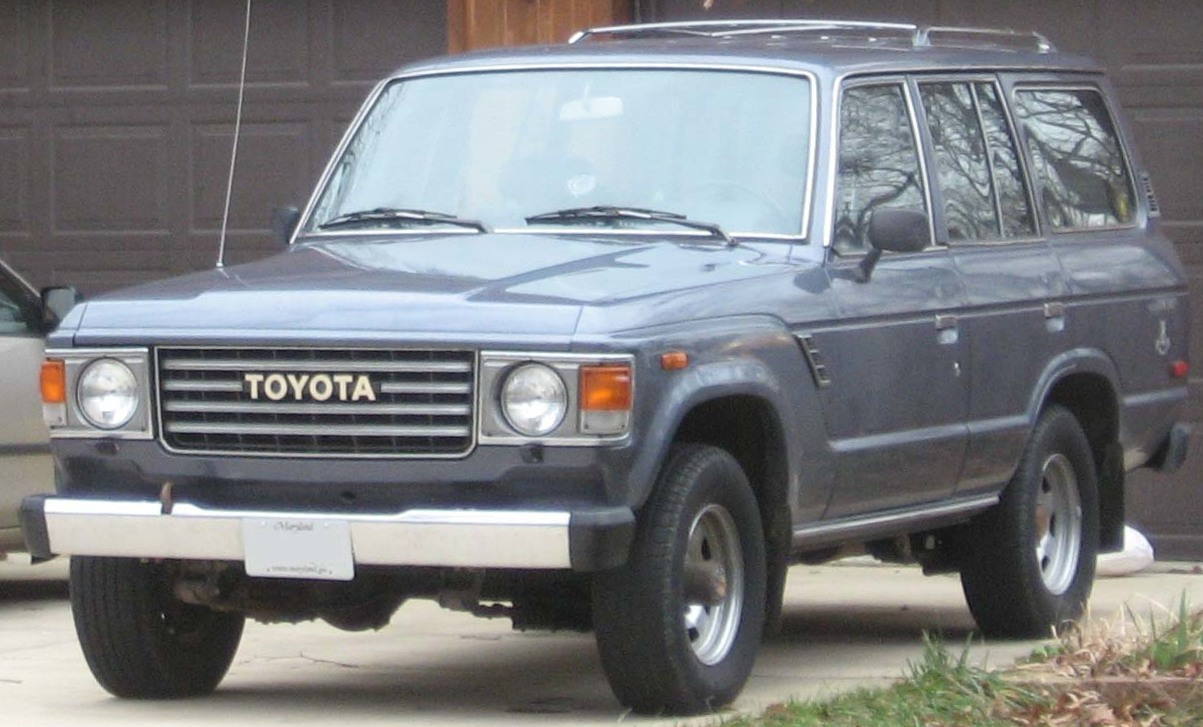
Series 60
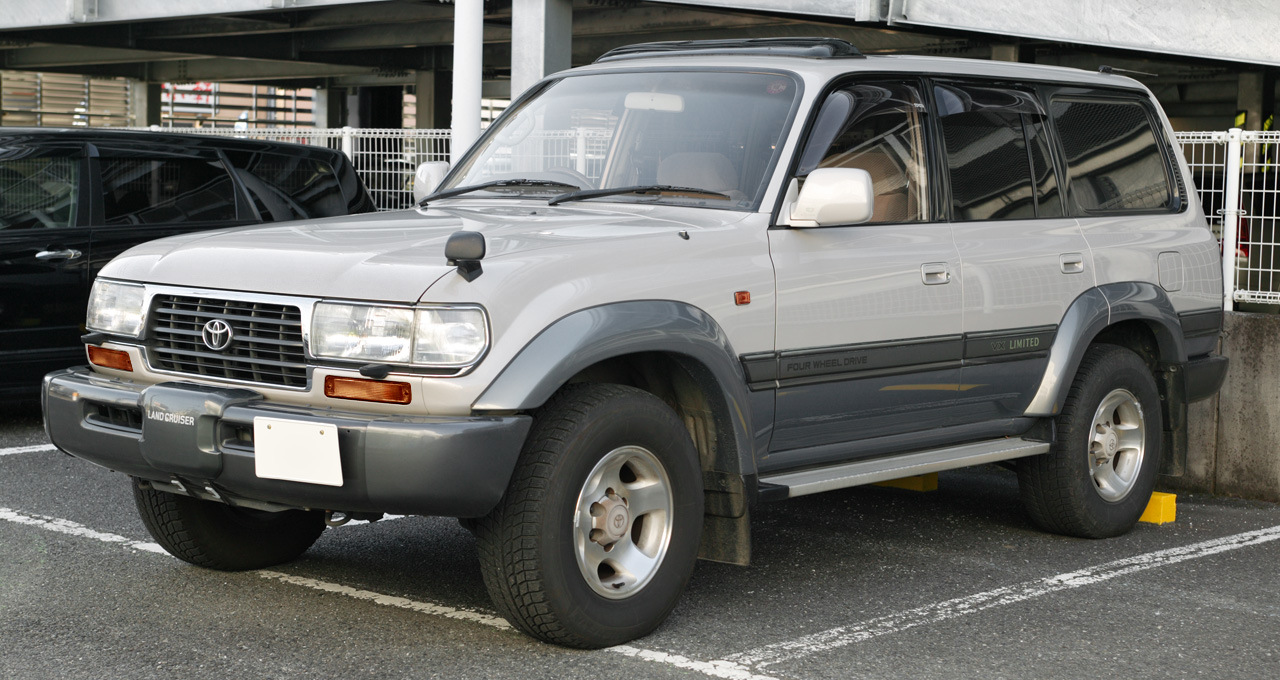
Series 80
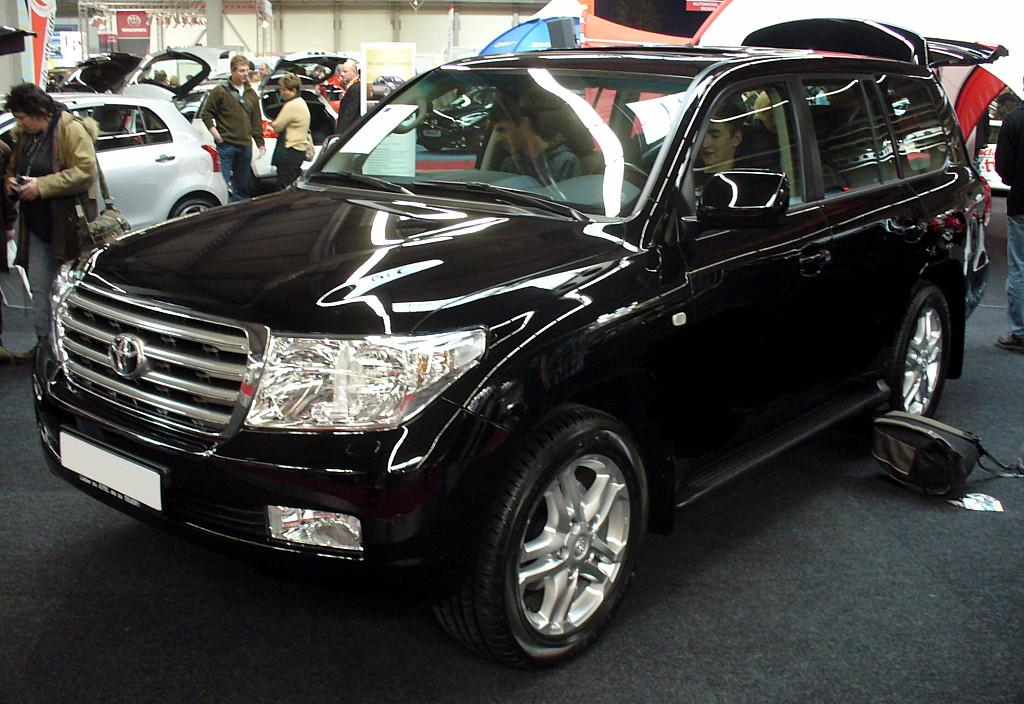
Series 200

Light Duty

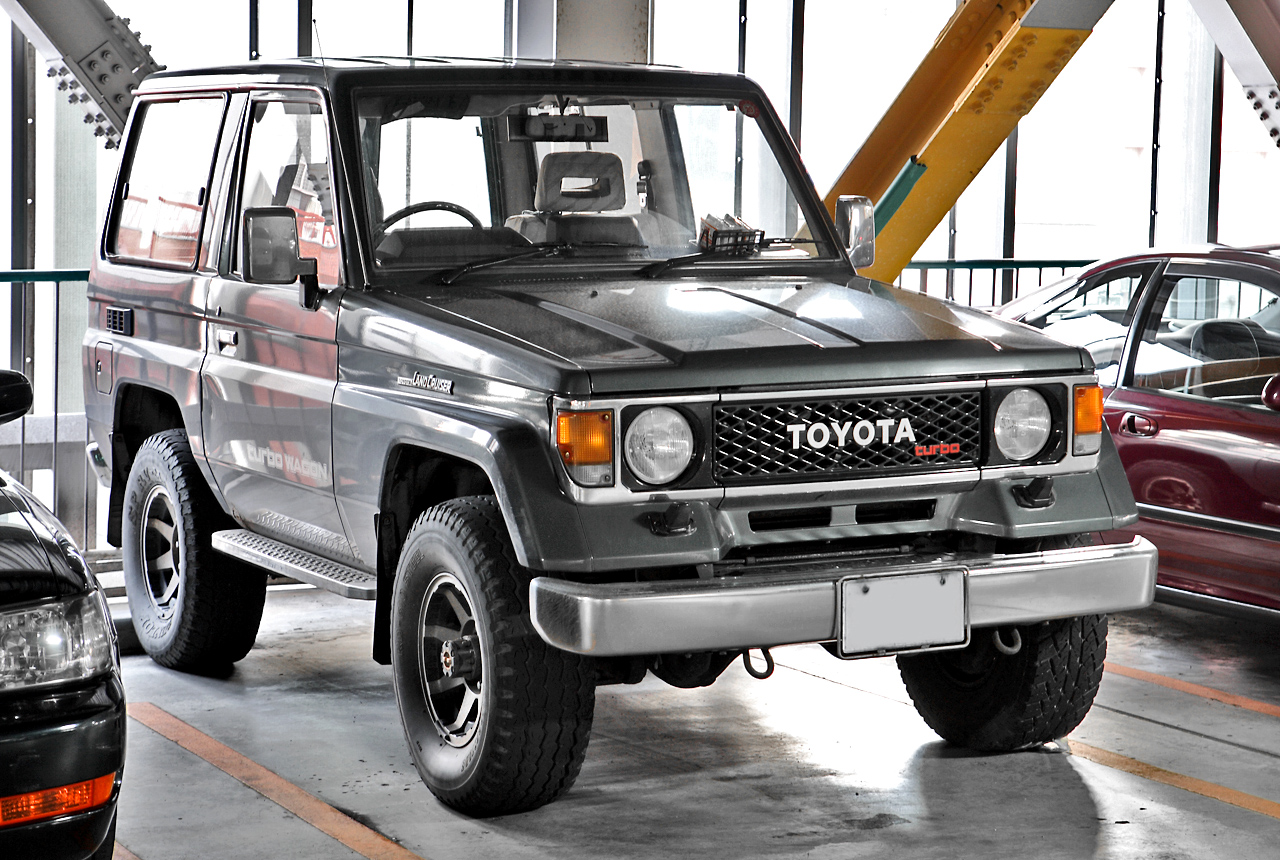
Series 70 Light
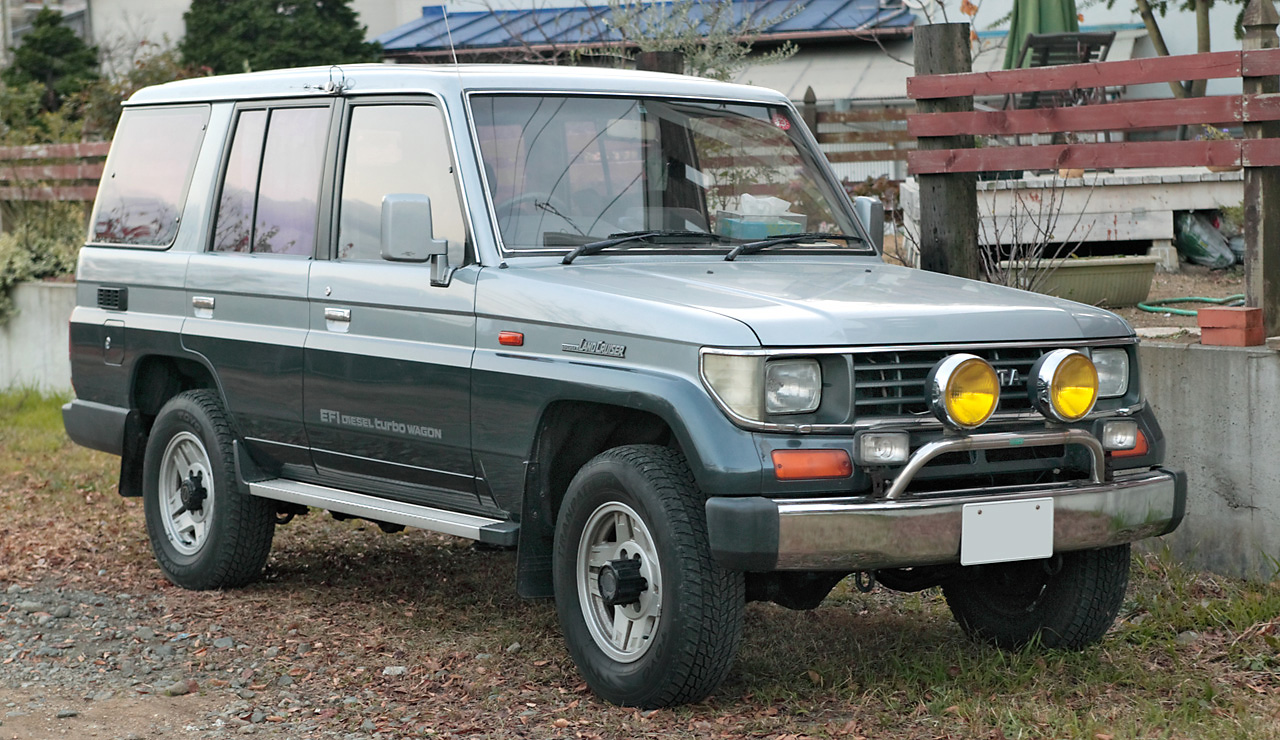
Series 70 Light
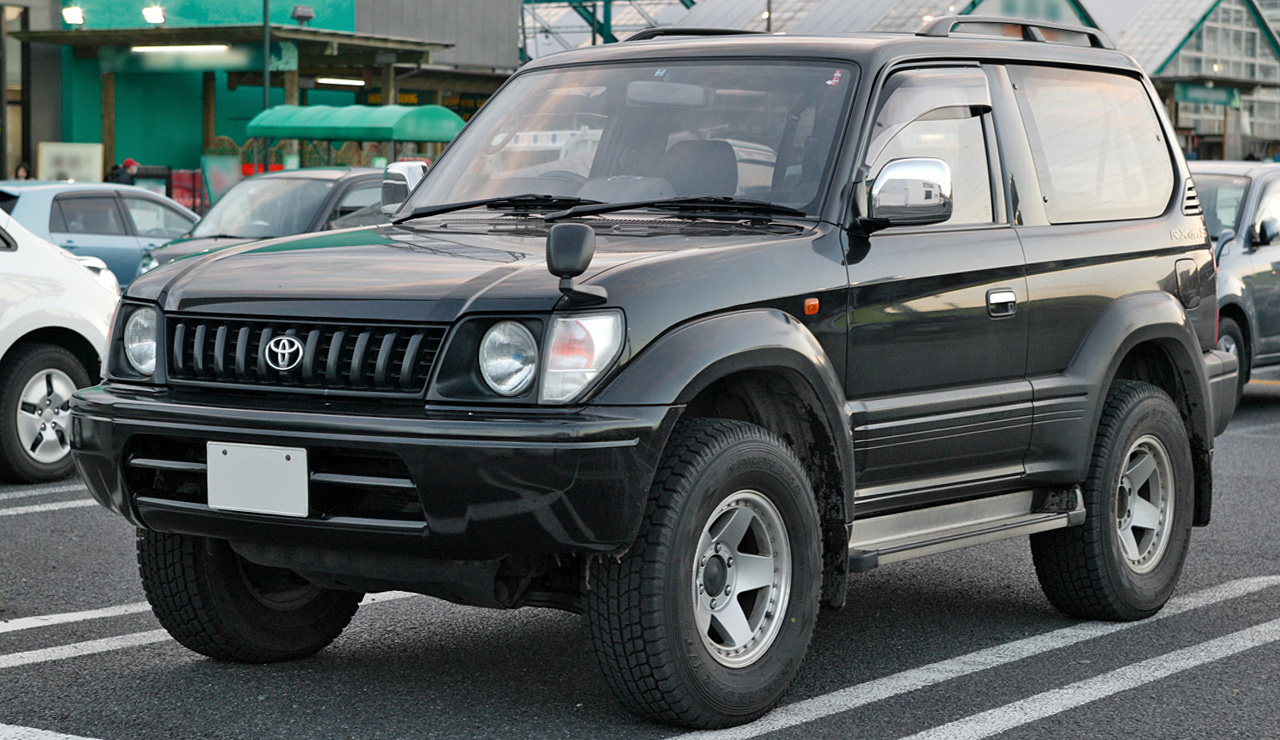
Series 90
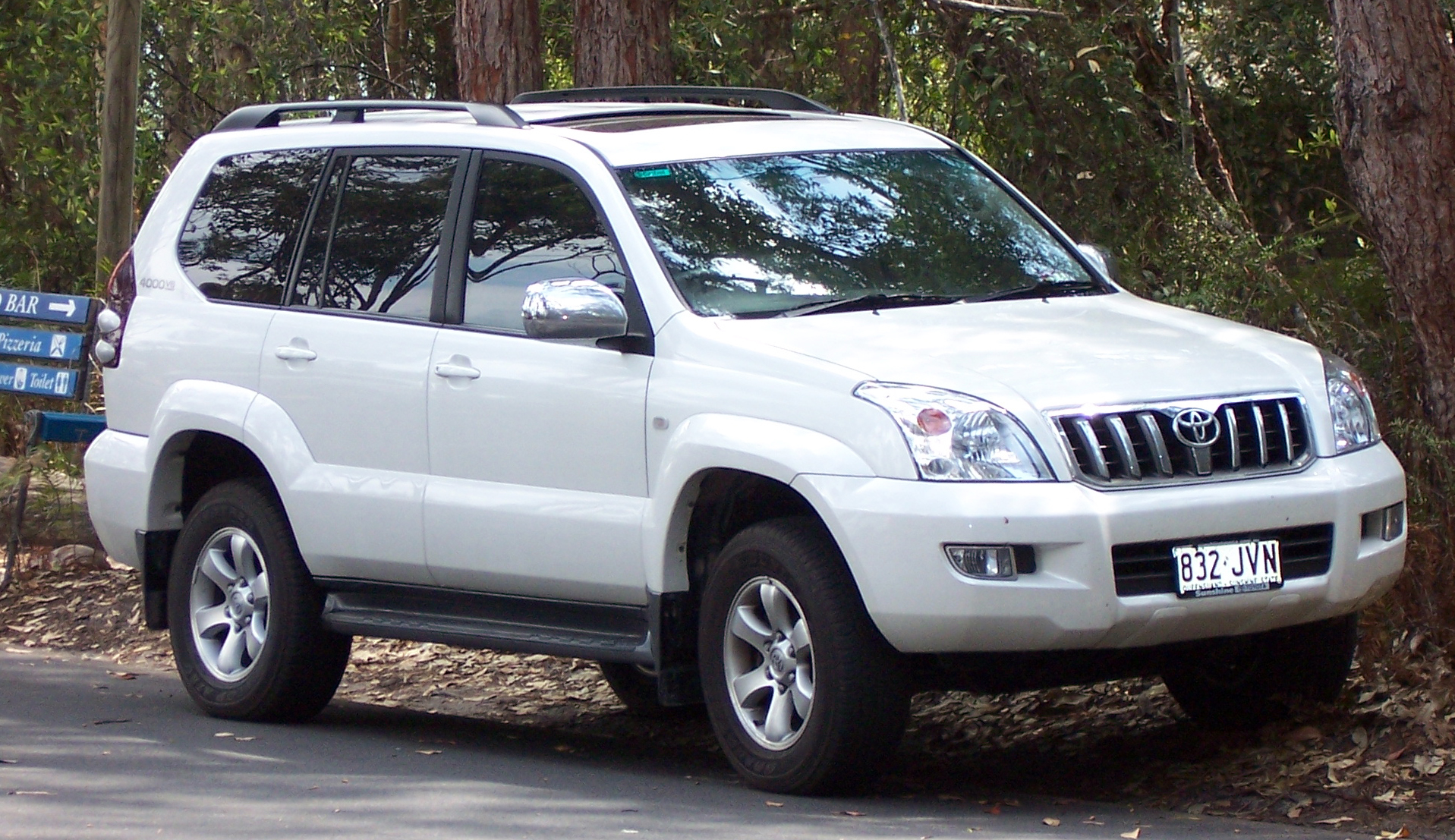
Series 120
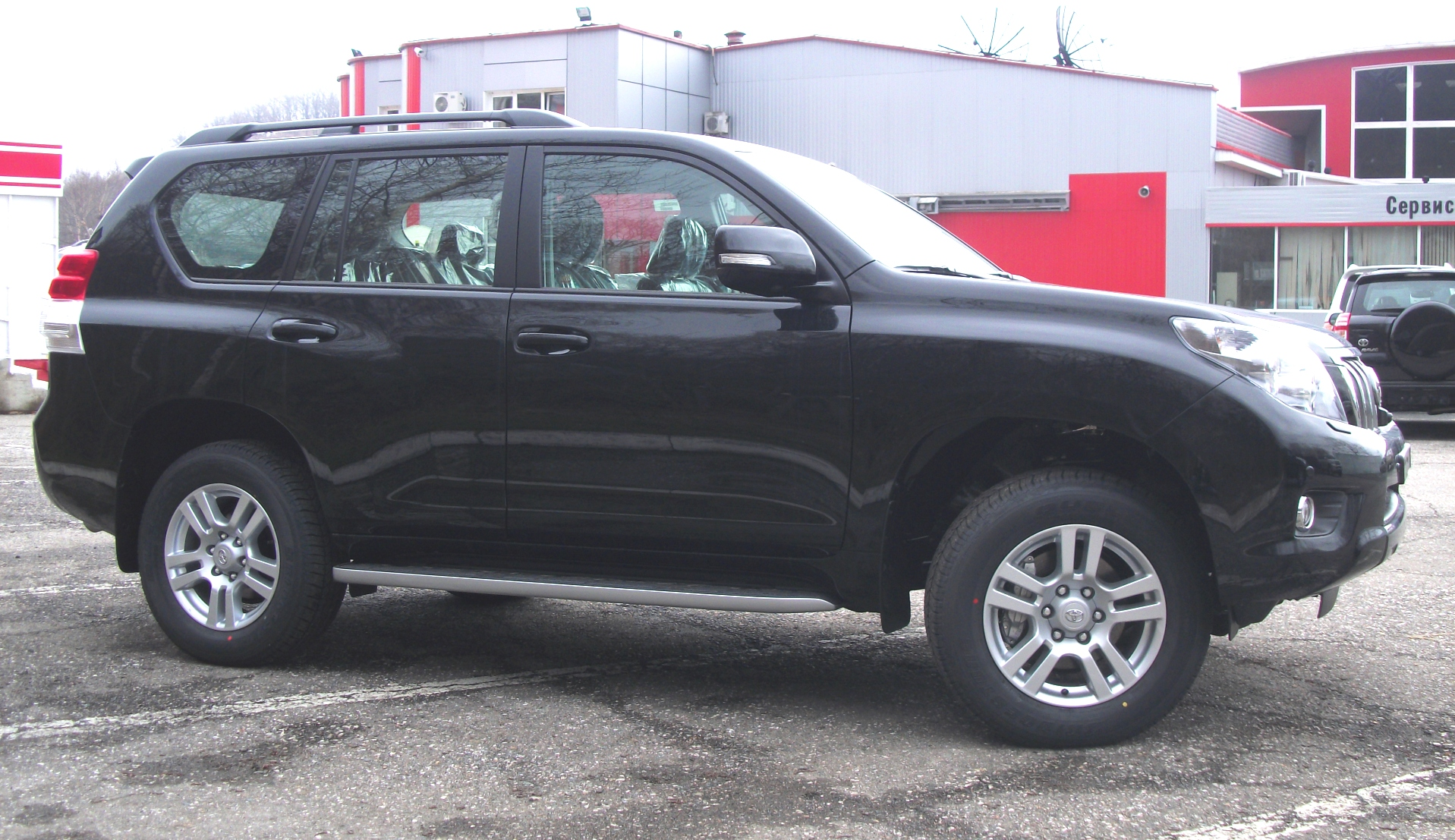
Series 150